# Phillip Omondi
Phillip Omondi   (Tororo, 1957 - Kampala, 21 d'abril de 1999) és un exfutbolista ugandès de les dècades de 1970 i 1980.
Fou internacional amb la selecció de futbol d'Uganda.
Pel que fa a clubs, destacà a Kampala City Council FC i Sharjah als Emirats Àrabs Units.
Fou entrenador a Bank of Uganda FC i KCC.